# カイリ・ルーカン
カイリ・ルーカン（Kaili Lukan、1994年2月20日 - ）は、カナダの女子ラグビー選手。

## プロフィール
- キュラソー・ウィレムスタット出身[1]。
- ポジションはウィング(WTB)、センター(CTB)。
- 身長 173cm、体重 68kg

## 略歴
2021年、東京五輪の7人制女子カナダ代表に選ばれた。